# Campeonato Europeo de Patinaje Artístico sobre Hielo de 1933
El XXXI Campeonato Europeo de Patinaje Artístico sobre Hielo se realizó en Londres (Reino Unido) en enero de 1933. Fue organizado por la Unión Internacional de Patinaje sobre Hielo (ISU) y la Federación Británica de Patinaje sobre Hielo.

## Resultados

### Masculino
| Puesto | Nombre       | País     | Puntos |
| ------ | ------------ | -------- | ------ |
| Oro    | Karl Schäfer | Austria  |        |
| Plata  | Ernst Baier  | Alemania |        |
| Bronce | Erich Erdös  | Austria  |        |

### Femenino
| Puesto | Nombre           | País        | Puntos |
| ------ | ---------------- | ----------- | ------ |
| Oro    | Sonja Henie      | Noruega     |        |
| Plata  | Cecilia Colledge | Reino Unido |        |
| Bronce | Fritzi Burger    | Austria     |        |

### Parejas
| Puesto | Nombre                          | País        | Puntos |
| ------ | ------------------------------- | ----------- | ------ |
| Oro    | Idi Papez / Karl Zwack          | Austria     |        |
| Plata  | Lily Gaillard / Willy Petter    | Austria     |        |
| Bronce | Mollie Philips / Rodney Murdoch | Reino Unido |        |

## Medallero
| Núm. | País        | Oro | Plata | Bronce | Total |
| ---- | ----------- | --- | ----- | ------ | ----- |
| 1    | Austria     | 2   | 1     | 2      | 5     |
| 2    | Noruega     | 1   | 0     | 0      | 1     |
| 3    | Reino Unido | 0   | 1     | 1      | 2     |
| 4    | Alemania    | 0   | 1     | 0      | 1     |
|      | TOTAL       | 3   | 3     | 3      | 9     |